# 光風会
光風会（こうふうかい）は、日本の美術団体であり、一般社団法人である。穏健な写実的作風を主流とする官展系美術団体として存続し、現在一水会と並ぶ日展の強力な支持団体となっている。
公募展に光風会展がある。

## 概要

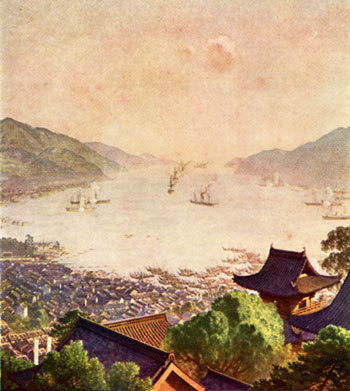
山本森之助筆、聖徳記念絵画館壁画『中国西国巡幸長崎御入港』

白馬会解散後、1912年（明治45年）に設立された。発起人は中沢弘光、跡見泰、山本森之助、三宅克己、杉浦非水、岡野栄、小林鐘吉の7人であった。
1912年（明治45年）6月、第1回展を上野竹之台陳列館において開催した。以降、戦時下などでの開催が不可能な場合を除き、ほぼ毎年公募展を開催している。
1926年（大正15年）3月の光風会展では、会員及び一般出品のほか、松方コレクション（ゴッホ、セザンヌ、ゴーギャン、ルノワールなど）の特別展示も行われた。
1981年に田村一男が理事長を務めている。
2007年（平成19年）には、東京都美術館から国立新美術館に会場を移して第93回光風会展を開催した。
2014年（平成26年）には、第100回記念光風会展を開催し、光風会100回展記念の企画展として東京ステーションギャラリーで「洋画家たちの青春 - 白馬会から光風会へ」を開催した。その後、松坂屋美術館（名古屋市）に巡回した。
1939年（昭和14年）に工芸部が設立され、現在は絵画部と工芸部で構成されている。
1954年（昭和29年）2月に公募団体として、はじめて光風美術会が公益法人である社団法人の認可を受けた。
光風会展には版画家の小泉癸巳男、シュルレアリストの古賀春江、作家で画家の斎藤真一等、個性豊かな作家が出品した。

## 光風会関係者
※特に記載がない場合は絵画部門
役員
- 庄司榮吉理事長
- 寺島龍一理事長
- 藤森兼明理事長
- 西山真一常任理事
- 藤本東一良常任理事
- 清原啓一常任理事
- 篠崎輝夫常務理事
- 笹岡了一常任理事
- 新道繁常務理事
- 寺坂公雄常務理事
- 安達真太郎評議員
- 杉村惇評議員
- 皆川月華顧問（工芸、染色家）
- 宮之原謙理事（工芸、陶芸家）
- 伊牟田經正理事
- 林美光評議員（工芸、金属工芸）

会員・会友
- 渡辺武夫名誉会員
- 田中実 (画家)名誉会員
- 北蓮蔵会員
- 辻永会員
- 太田三郎 (画家)会員
- 相馬其一会員
- 服部亮英会員
- 寺内萬治郎会員
- 小林真二会員
- 耳野卯三郎会員
- 佐分眞会員
- 鬼頭鍋三郎会員
- 大河内信敬会員
- 岩崎勝平会員
- 伊勢正義会員
- 塗師祥一郎会員
- 名渡山愛擴会員（工芸、染色家）
- 奥田小由女会員（工芸、人形作家）
- 清水良雄会員
- 朝井閑右衛門会員
- 加藤久幹会員
- 根岸右司会員
- 原田康子 (画家)会員
- 坂元盛愛会員
- 留岡彬会員
- 太田喜二郎会員
- 梶原貫五会員
- 徳永仁臣会員
- 江藤純平 (画家)会員
- 伊勢正義会員
- 大野雄山会員
- 土橋醇一会員
- 小川博史 (画家)名誉会員

出品経験者
- 桜田精一光風特賞
- 井手宣通K夫人賞受賞
- 城秀男杉浦非水賞受賞（工芸、染色家）
- 大野みつ子鬼頭鍋三郎賞
- 高田正二郎工芸賞受賞
- 村田省蔵 (洋画家)会友賞受賞
- 富田温一郎今村奨励賞受賞
- 曽宮一念今村奨励賞
- 遠山清光風会賞
- 大久保佳代子 (画家)光風奨励賞
- 平沢貞通今村奨励賞
- 中村研一入選
- 田川飛旅子入選
- 櫻井慶治入選
- 悳俊彦入選
- 大野雄山入選
- 千葉衛出品
- 小西正太郎出品
- 永瀬義郎出品
- 倉田三郎出品
- 湯川尚文出品
- 桂ゆき出品
- 國領經郎出品
- 甲斐文融出品
- 宮崎進出品
- 小倉静三出品
- 南政善出品
- 鈴木良治出品
- 谷口午二出品